# Sayornis
Sayornis es un género de aves paseriformes perteneciente a la familia Tyrannidae que agrupa a tres especies originarias de las Américas cuyas áreas de distribución se encuentran entre Alaska y el este de Canadá, a través de América del Norte, Central y por los Andes de América del Sur hasta el noroeste de Argentina. A sus miembros se les conoce por el nombre común de mosqueros y también atrapamoscas, cazamoscas o papamoscas entre otros.

## Etimología
El nombre genérico masculino «Sayornis» proviene del nombre específico Muscicapa saya (cuyo epíteto conmemora al entomólogo estadounidense Thomas Say 1787-1834) y se compone con la palabra del griego «ornis, ornithos» que significa ‘ave’.

## Características
Las aves de este género son tiránidos medianos, midiendo entre 17 y 19 cm de longitud; se diferencian de los pibíes del género Contopus por su hábito de bajar la cola y abrirla y de los mosqueros del género Empidonax por faltarles las listas evidentes en las alas y el anillo ocular caLas dos especies más norteñas (phoebe y saya) son migratorias hacia el sur en los inviernos boreales, abandonando las áreas de invernada en el comienzo de marzo y regresando en septiembre-octubre. Prefieren ambientes semiabiertos y son vistas con frecuencia cerca de construcciones y puentes. La especie nigricans se diferencia notablemente de las otras dos por el dorso, cabeza y pecho negros, el dorso en las otras dos es pardo grisáceo y el pecho pálido.

## Lista de especies
Según las clasificaciones del Congreso Ornitológico Internacional (IOC) y Clements Checklist/eBird, el género agrupa a las siguientes especies con el respectivo nombre popular de acuerdo con la Sociedad Española de Ornitología (SEO):
| Imagen | Nombre científico  | Autor             | Nombre común     | Estado de conservación | Distribución |
| ------ | ------------------ | ----------------- | ---------------- | ---------------------- | ------------ |
|        | Sayornis phoebe    | (Latham, 1790)    | mosquero fibí    | LC                     |              |
|        | Sayornis nigricans | (Swainson, 1827)  | mosquero negro   | LC                     |              |
|        | Sayornis saya      | (Bonaparte, 1825) | mosquero llanero | LC                     |              |

## Taxonomía
Los amplios estudios genético-moleculares realizados por Tello et al. (2009) descubrieron una cantidad de relaciones novedosas dentro de la familia Tyrannidae que todavía no están reflejadas en la mayoría de las clasificaciones. Siguiendo estos estudios, Ohlson et al. (2013) propusieron dividir Tyrannidae en cinco familias. Según el ordenamiento propuesto, Sayornis permanece en Tyrannidae, en una subfamilia Fluvicolinae Swainson, 1832-33, en una tribu Contopini Fitzpatrick, 2004 junto a Ochthornis, Cnemotriccus, Lathrotriccus, Mitrephanes, Aphanotriccus, Empidonax, Contopus y, provisoriamente, Xenotriccus.